# Eforus
Eforus (uttalas éforuss) är en titel för en svensk biskop i hans tidigare funktion som högste tillsyningsman över gymnasierna, och tidigare trivialskolorna i sitt stift. Domkapitlet, där biskopen är ordförande (preses) var regional myndighet för såväl folkskolan som läroverken. Eforatets funktion inskränktes genom inrättandet av läroverksöverstyrelsen 1905 och fick därefter en mera ceremoniell funktion. Det avskaffades helt genom 1962 års skollag.
För den omedelbara tillsynen av skolor utanför stiftsstaden utsåg biskopen en inspektor eller vice eforus. Denne var nästan undantagslöst den lokale kyrkoherden.